# Mask (álbum de Vangelis)
Mask es el decimotercer álbum de Vangelis, editado por Polydor en 1985. A mediados de la déacada de 1980 Vangelis compuso una trilogía de discos que se caracterizaron por ser bastante sofisticados, estos fueron Soil Festivities, Invisible Connections y Mask. 
Desde perspectivas distintas, los tres son incursiones en la música vanguardista. 
En este álbum el compositor crea una ópera oscura, ambientada con sonidos electrónicos. 
La obra se conforma de seis movimientos, relacionados entre sí en la variación de temas. Las piezas centrales del disco son "Movement 1", "Movement 2" y "Movement 4". 

## Lista de temas
- Autor e intérprete Vangelis.

1. Movement 1 - 10:18
2. Movement 2 - 3:26
3. Movement 3 - 6:38
4. Movement 4 - 8:41
5. Movement 5 - 10:00
6. Movement 6 - 4:22